# Fisher STE 1200/OTTO SX-P1
Fisher STE 1200/OTTO SX-P1 — акустические системы класса Hi-Fi. Победитель всемирной выставки в Осаке 1976 года. Входит в двадцатку лучших акустических систем XX века согласно мнению авторов журнала «Stereophile» за 2000 год.
Для Европы и США данная акустика выпускалась под маркой Fisher STE 1200, а для внутреннего рынка Японии — OTTO SX-P1.
Главным технологическим отличием Fisher STE 1200/OTTO SX-P1 являлось применение во всех трёх полосовых излучателях динамических головок металла в качестве диафрагм, в отличие существующих на тот момент АС. Такое решение было обусловлено высокой жесткостью в сравнении с бумажными диффузорами и высокой скоростью распространения звуковых волн.
Акустическое оформление представляет собой фазолинейный корпус с внутренним объёмом 110 литров. Делился панелью акустического сопротивления на два отсека, один из которых работает как резонатор, другой на фазоинверторы, расположенные на фронтальной панели колонки.
В СССР производился аналог под названием Электроника 100АС-060, затем на базе неё были созданы — Электроника 100АС-063, Электроника 50АС-061, Электроника 75АС-065, Toriy mini, Toriy 3SL113. Образцы колонок были завезены в СССР, по поручению заместителя министра среднего машиностроения разобраны и изучены. Проект изготовления АС был отдан на НПО «Торий» в Москве. В конце 1980 года появились первые опытные образцы. Низкочастотные диффузоры изготавливались методом гальванопластики — путем осаждения никеля на подложку из открытоячеистого пенополиуретана, затем эпоксидной смолой алюминиевая фольга наклеивалась на никелевое основание. Среднечастотный динамик изготавливался из алюминиевого сплава, оксидированного электрохимическим путем. Высокочастотный излучатель изготавливался аналогичным образом, имел кольцевую диафрагму с прорезями, которые прожигались электроэрозивным способом. В дальнейшем от прорезей отказались для улучшения переходных характеристик и снижения частоты колебаний на частотах, которые головкой излучаться не должны. Корзины всех динамиков отливались из алюминиевого сплава.